# مكتبة لندن

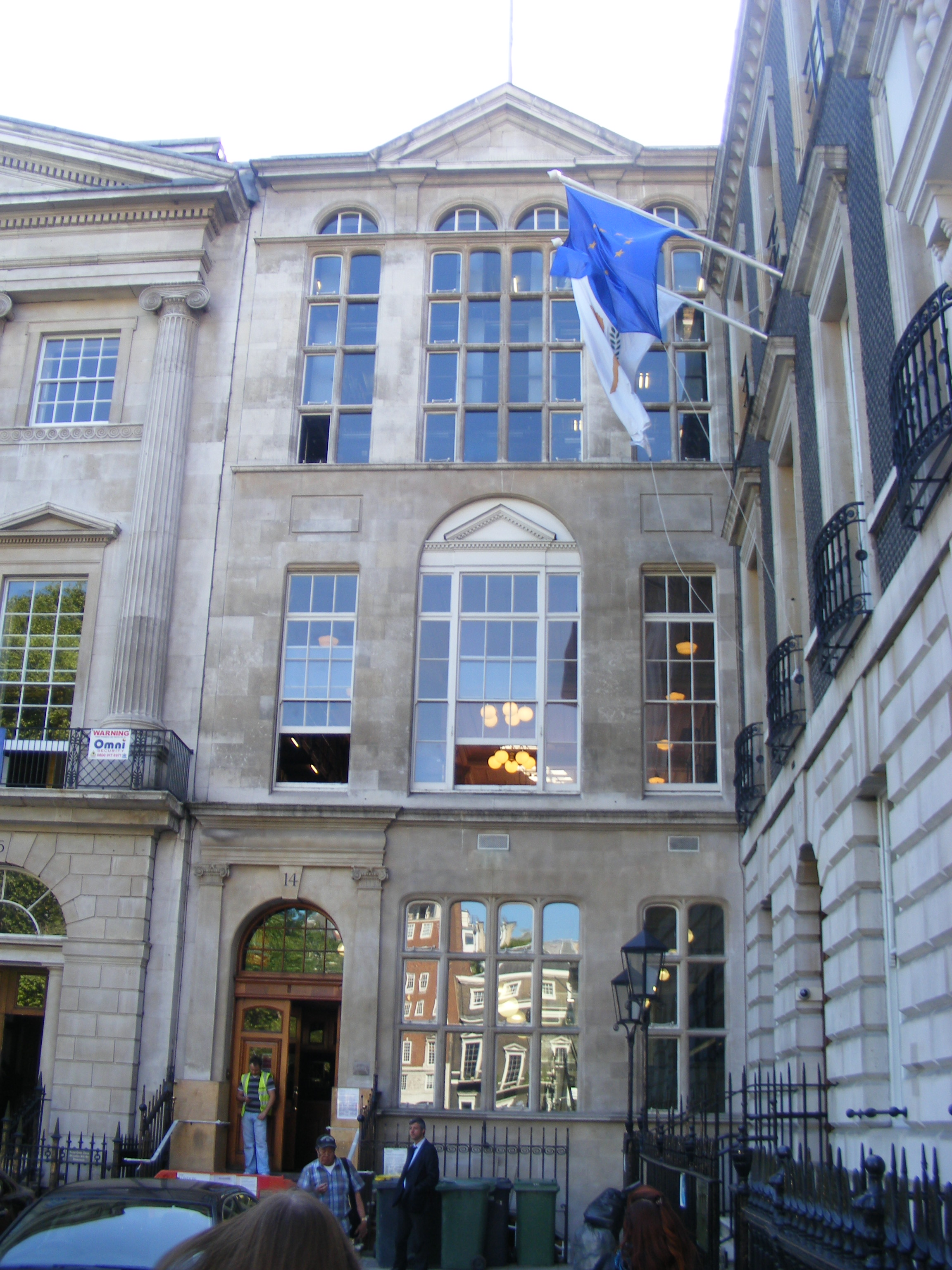
مكتبة لندن

مكتبة لندن هي أكبر مكتبة لإعارة مستقلة.وتقع في مدينة ويستمنستر، لندن، المملكة المتحدة.

## تأسيسها
انشئت المكتبة البريطانية منذ قرون ولكنها استقرت في مبنى المتحف البريطاني بعد انشائه في بداية القرن الماضي، اما قاعة المطالعة الضخمة فلم تؤسس الا في العام 1857، وقد تولى تأسيسها رجل إيطالي الاصل لجأ إلى بريطانيا في وقت سابق بسبب افكاره الثورية.

## قاعة المطالعة الكبرى
انشئت عام 1857م على يد رجل يدعى انطونيو بانتيرزي، الذي كرمته الدولة بعد ذلك ومنحته لقب «سير» مقابل خدماته. وتتميز هذه القاعة بانها أكبر قاعة من نوعها في بريطانيا فضلا عن انها من أجمل القاعات تصميما وزخرفة. وهي تتخذ شكلا مستديرا تعلوه قبة ضخمة يبلغ قطرها 40 قدما، وتتوسطه دائرة تضم فهارس الكتب، ويحيط بهذه الدائرة ما يساوي 25 ميلا من الأرفف التي تضم مليوناوثلاثمئة ألف كتاب، هذا طبعا عدا المجموعات الأخرى من الكتب والمطبوعات التي تحتويها قاعات المكتبة الأخرى.